# Lygosoma schneideri
Lygosoma schneideri — вид сцинкоподібних ящірок родини сцинкових (Scincidae). Ендемік Індонезії.

## Поширення й екологія
Lygosoma schneideri відомі з кількох місцевостей, що лежать на сході Суматри.